# Our Time Is Now (Two Years In The Life Of...)
Our Time Is Now (Two Years In The Life Of...) е вторият концертен албум на американската алтърнатив рок група Story Of The Year и е издаден на 13 май 2008 година. Въалбума групата говорят за кариерата им и изпълняват няколко песни на живо пред 10 000 души публика.

## Песни
1. Is This My Fate? He Asked Them 5:16
2. Taste The Poison 3:43
3. Stereo 3:19
4. Our Time Is Now 4:08
5. Meathead 2:28
6. Silent Murder 2:31

## Членове на групата
- Дан Марсала – Вокалист
- Райън Филипс – Соло Китара
- Филип Снийд – Китари
- Адам Русел – Бас Китара
- Джош Уилс – Барабан